# Komplanarnost
Trije vektorji so komplanárni, kadar in samo kadar ležijo v isti ravnini.
Mešani produkt je enak nič natanko tedaj, ko so vektorji komplanarni:
{\displaystyle ({\vec {\mathbf {a} }},{\vec {\mathbf {b} }},{\vec {\mathbf {c} }})=0\!\,.}